# Elaine May
Elaine May, nata Elaine Iva Berlin (Filadelfia, 21 aprile 1932), è una regista, sceneggiatrice e attrice statunitense.

## Biografia
Figlia dell'attore Jack Berlin, impresario e regista di una compagnia teatrale di giro, Elaine May debuttò sulle scene all'età di sei anni, recitando sul palcoscenico con il padre. Alla morte di Berlin nel 1942, la May si trasferì a Los Angeles con la famiglia e si sposò all'età di 17 anni. Al matrimonio fece seguito la decisione di intraprendere la carriera di attrice, che la portò a studiare recitazione sotto la guida dell'attrice e insegnante Marija Uspenskaja, proveniente dal Teatro d'Arte di Mosca. In seguito si iscrisse all'Università di Chicago, dove incontrò l'attore e futuro regista Mike Nichols. Il sodalizio artistico tra la May e Nichols diede vita durante gli anni cinquanta a un fortunato duo cabarettistico, specializzato in rapidi e spiritosi sketch comici, che raggiunse il massimo successo con lo spettacolo An Evening with Mike Nichols and Elaine May, rappresentato a Broadway nel 1960.
Dopo la separazione artistica da Nichols, che si dedicò alla regia, la May debuttò come attrice cinematografica nel 1967, con un ruolo secondario nella commedia Luv vuol dire amore?, e raggiunse il grande successo sul grande schermo con il film È ricca, la sposo e l'ammazzo (1971), di cui curò al tempo stesso la regia e la sceneggiatura, e in cui recitò da protagonista nel ruolo di una ricca botanica, goffa e sciatta, indotta al matrimonio da un cacciatore di dote interpretato da Walter Matthau. Nello stesso anno scrisse la sceneggiatura di Ma che razza di amici!, che fu diretto da Otto Preminger, mentre l'anno successivo diresse la commedia Il rompicuori (1972), interpretato da sua figlia Jeannie Berlin nel ruolo di una ragazza di buona famiglia che, durante la luna di miele, viene scaricata dal marito a causa di una ricca e seducente bionda. Il successo del film consolidò la fama della May come creatrice di satire sul matrimonio, il sesso, l'amore, il suicidio e la solitudine, temi da lei particolarmente sentiti a causa delle sue esperienze matrimoniali non particolarmente felici, la prima (dal 1949 al 1960) con Marvin Irving May, la seconda (dal 1962 al 1963) con il poeta e scrittore Sheldon Harnick.
Nel 1976 tornò alla regia con Mikey e Nicky, interpretato da John Cassavetes e Peter Falk. Nel 1978, ottenne una candidatura al premio Oscar per la collaborazione alla sceneggiatura del film Il paradiso può attendere di Warren Beatty, e recitò nella commedia California Suite (1978) di Herbert Ross.
Nel 1987 curò la regia di un ambizioso progetto, il film d'avventura Ishtar, interpretato da Dustin Hoffman e Warren Beatty, ma la pellicola si rivelò un clamoroso flop al botteghino, tanto che la carriera di regista della May subì una battuta d'arresto. L'attività di sceneggiatrice continuò invece a dare grandi soddisfazioni professionali alla May, prima con la commedia Piume di struzzo (1996) di Mike Nichols, quindi con la seconda candidatura all'Oscar per la miglior sceneggiatura grazie al film I colori della vittoria (1998). Ha anche partecipato a diverse sceneggiature in qualità di script doctor. Nel 2018 è tornata a Broadway dopo sessant'anni d'assenza nella pièce The Waverly Gallery e per la sua interpretazione di una donna con i primi sintomi di Alzheimer ha vinto il Tony Award alla miglior attrice protagonista in un'opera teatrale.

### Vita privata
Dopo essere rimasta vedova del terzo marito David L. Rubinfine, la May è stata legata al regista Stanley Donen dal 1999 fino alla morte di lui nel 2019.

## Filmografia parziale

### Attrice

#### Cinema
- Luv vuol dire amore? (Luv), regia di Clive Donner (1967)
- Enter Laughing, regia di Carl Reiner (1967)
- Il laureato (The Graduate), regia di Mike Nichols (1967) - non accreditata
- Bach to Bach - cortometraggio (1967)
- Ma che razza di amici! (Such Good Friends), regia di Otto Preminger (1971) - accreditata con lo pseudonimo di Esther Dale
- È ricca, la sposo e l'ammazzo (A New Leaf), regia di Elaine May (1971)
- Il rompicuori (The Heartbreak Kid), regia di Elaine May (1972)
- Mikey e Nicky (Mikey and Nicky), regia di Elaine May (1976) - non accreditata come attrice
- California Suite, regia di Herbert Ross (1978)
- Reds, regia di Warren Beatty (1981) - non accreditata
- Tootsie, regia di Sydney Pollack (1982) - non accreditata
- Labyrinth - Dove tutto è possibile (Labyrinth), regia di Jim Henson (1986) - non accreditata
- Ishtar, regia di Elaine May (1987)
- Due donne e un assassino (In the Spirit), regia di Sandra Seacat (1990)
- Wolf - La belva è fuori (Wolf), regia di Mike Nichols (1994) - non accreditata
- Pensieri pericolosi (Dangerous Minds), regia di John N. Smith (1995) - non accreditata
- I colori della vittoria (Primary Colors), regia di Mike Nichols (1998)
- Criminali da strapazzo (Small Time Crooks), regia di Woody Allen (2000)

#### Televisione
- The DuPont Show of the Month – serie TV, episodio 1x08 (1958)
- Omnibus – serie TV, episodio 6x17 (1958)
- Crisi in sei scene (Crisis in Six Scenes) – serie TV, 6 episodi (2016)
- The Good Fight – serie TV, 2 episodi (2021)

### Regista
- È ricca, la sposo e l'ammazzo (A New Leaf) (1971)
- Il rompicuori (The Heartbreak Kid) (1972)
- Mikey e Nicky (Mikey and Nicky) (1976)
- Ishtar (1987)
- Mike Nichols: American Masters (2016)

### Sceneggiatrice
- Ma che razza di amici! (Such Good Friends), regia di Otto Preminger (1971)
- È ricca, la sposo e l'ammazzo (A New Leaf), regia di Elaine May (1971)
- Mikey e Nicky (Mikey and Nicky), regia di Elaine May (1976)
- Il paradiso può attendere (Heaven Can Wait), regia di Warren Beatty e Buck Henry (1978)
- Ishtar, regia di Elaine May (1987)
- I colori della vittoria (Primary Colors), regia di Mike Nichols (1988)
- Piume di struzzo (The Birdcage), regia di Mike Nichols (1996)

## Teatro (parziale)
- The Office di María Irene Fornés, regia di Jerome Robbins, Henry Miller's Theatre di Broadway (1966)
- Chi ha paura di Virginia Woolf? di Edward Albee, regia di Arvin Brown, Long Wharf Theatre di New Haven (1989)
- The Waverly Gallery di Kenneth Lonergan, regia di Lila Neugebauer, John Golden Theatre di Broadway (2018)

## Riconoscimenti
- Premio Oscar
  - 1979 – Candidatura alla migliore sceneggiatura non originale per Il paradiso può attendere
  - 1999 – Candidatura alla migliore sceneggiatura non originale per I colori della vittoria
  - 2022 – Premio alla carriera
- Golden Globe
  - 1972 – Candidatura alla migliore attrice in un film commedia o musicale per È ricca, la sposo e l'ammazzo
- Tony Award
  - 2019 – Miglior attrice protagonista in un'opera teatrale per The Waverly Gallery

## Doppiatrici italiane
- Flaminia Jandolo in È ricca, la sposo e l'ammazzo
- Angiolina Quinterno in California Suite
- Melina Martello in Criminali da strapazzo
- Marzia Ubaldi in Crisi in sei scene